# 尻振り (自動車)

尻振りを起こしている自動車の図

尻振り（しりふり、英語: fishtailing）は、後輪がトラクション（路面との静止摩擦力）を失った時に起こる自動車の操縦性問題であり、オーバーステアをもたらす。これは、低摩擦路面（砂、砂利、雨、雪、氷など）が原因となりうる。十分なパワーを持つ後輪駆動車はどのような路面上でもこのトラクションの喪失を誘導ることができ。これはパワーオーバーステアと呼ばれる。
尻振りの間、車の後端は一方に横滑りし、これは運転手のカウンターステアリングによって相殺されなければならない。カウンターステアリングは横滑りと同じ方向に前輪を向けることであり（後ろが左に滑ったとしたら左にステアリングを切る）、エンジンパワーを減弱させる。過剰に補正してしまうと逆方向への横滑りが起こり、名称の通り自動車の尻（後部）が左右に振られてしまう。適切な運転手の反応がなければ、尻振りしている車両は完全にスピンしてしまう。
摩擦が尻振りの主な理由である。もし車が向いている方向以外の方向に路面を移動しているならば、車は滑っており、横向き荷重がタイヤに対して掛かる。これが、タイヤが自由に回転できているとしても、大きな摩擦を引き起こす。前輪を滑っている方向へと向けることによって、前輪は進行方向と揃うことになる。横荷重は前タイヤに対して掛からなくなり、前タイヤは車両の速度と一致して自由に回転するようになる。これによって前タイヤと路面との間の摩擦が低減される。しかし、後タイヤはまだ横向きに滑っており、より大きな摩擦が存在することで、飛んでいるシャトルコックと同じように、後端部は前端部の後をそのまま追うことになり、したがって車はまっすぐになる。前輪の摩擦が後輪の摩擦より小さくなるように、前輪を進行方向に合わせておかないと、すぐに反対方向に横滑りしてしまう。重要なのは、前輪を車の進行方向と一致させることであり、車の向きを変えることではない。
ほとんどの現代的な後輪駆動車は、尻振りが起きる時にエンジンパワーを制限するトラクションコントロールの一種を使用することによってこの問題を解決する。後ろサスペンションがタイヤの路面との接触と垂直な位置関係を保つ能力も、後車軸を通して利用可能なグリップ量の重要な因子である。例えば、車軸懸架式サスペンションは後部独立懸架よりも凸凹な道においてはるかにグリップが低い。これは、車軸懸架ではばね下重量 と一方の車輪から車軸を介してもう一方の車輪に伝達される力がはるかに大きく、これによってタイヤがより長い時間路面との接触を失うためである。
同様の挙動は、前方への荷重移動によって、全ての種類の道路車両で急激な制動時に顕著である。これは、制動力を（前により多く、後ろにより少なく）再配分して後輪のロックアップを防ぐことによって軽減することができる。ほとんどの現代の自動車はこの問題に対処するためのアンチロック・ブレーキ・システム（ABS）を使用する。より旧式の車はこの傾向の軽減のためのより洗練されていない技術システムを持っているか、あるいは運転手が単独でブレーキを能動的に調節しなければならない。
尻振りは、PITマニューバと呼ばれる警察の追跡技術の結果としても起こる。PITマニューバによって、追跡している車両の運転手は、追跡されている車両をスピンさせる意図を持って、故意に追跡されている車両に方向不安定性を誘導する。